# Korallzátony

A korallzátonyok a Föld legnagyobb fajgazdagságú életközösségei közé tartoznak. A sekély, tiszta, sós vízben a legfeljebb néhány milliméteres korallpolipok évszázadok alatt hatalmas mészvázakat építenek fel, amelyek élő- és szaporodóhelyet jelentenek számos más állat- és növényfajnak is. A korallzátonyokat egyaránt fenyegeti a környezetszennyezés, a gyűjtés és a részben a globális felmelegedés által okozott korallfehéredés is.
Jelentőségük nem csak abban áll, hogy számos élőlénynek biztosítanak életteret, és csillapítják a tenger hullámzását (a hurrikánok és trópusi viharok pusztító hatását is gyengítve), ami által csökkentik a part erózióját, hanem abban is, hogy több óceáni szigetország számára a gazdaságuk alapját képező halászat fenntarthatósága is nekik köszönhető, s emellett búvárturisták sokaságának odavonzásával is jelentős bevételeket eredményeznek a korallzátonyokkal rendelkező országoknak.

## Elterjedésük

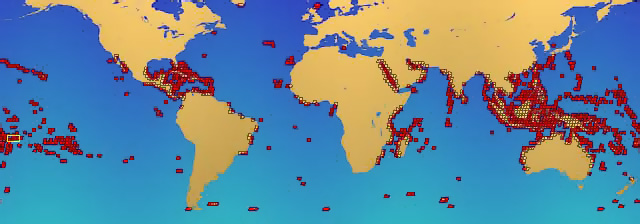
Térkép a korallzátonyok elhelyezkedéséről

A korallzátonyok sós, sekély (legfeljebb 50 méter mély) partmenti vizekben fordulnak elő, a Ráktérítő és a Baktérítő közötti trópusi övben. Közép-Amerikában többnyire a keleti, Dél-Amerikában a nyugati partokon gyakoribbak, amit az okoz, hogy ezekben a térségben a nagy folyók többnyire az ellenkező partokon torkollanak a tengerbe, és a sok hordaléktól zavaros víz a koralloknak kedvezőtlen, és egyúttal a tengervíz sótartalma is csökken. Kialakulásukhoz legkedvezőbb a 22–28 °C-os vízhőmérséklet, a sok napfény és a vízben levő kevés tápanyag.
A Föld legnagyobb korallzátonya az Ausztrália északkeleti partvidékén elhelyezkedő Nagy-korallzátony, a második legnagyobb a Közép-Amerikában, a mexikói Yucatán-félszigettől Belize és Guatemala mellett egészen Hondurasig húzódó Közép-amerikai-korallzátony (más néven Maja-korallzátony). A harmadik legnagyobb zátonyrendszer a Vörös-tengerben, a Tiráni-szoros és a Sadvan-sziget között található, ami azért különleges, mert ilyen északon már ritka a korallképződés.

## Típusaik

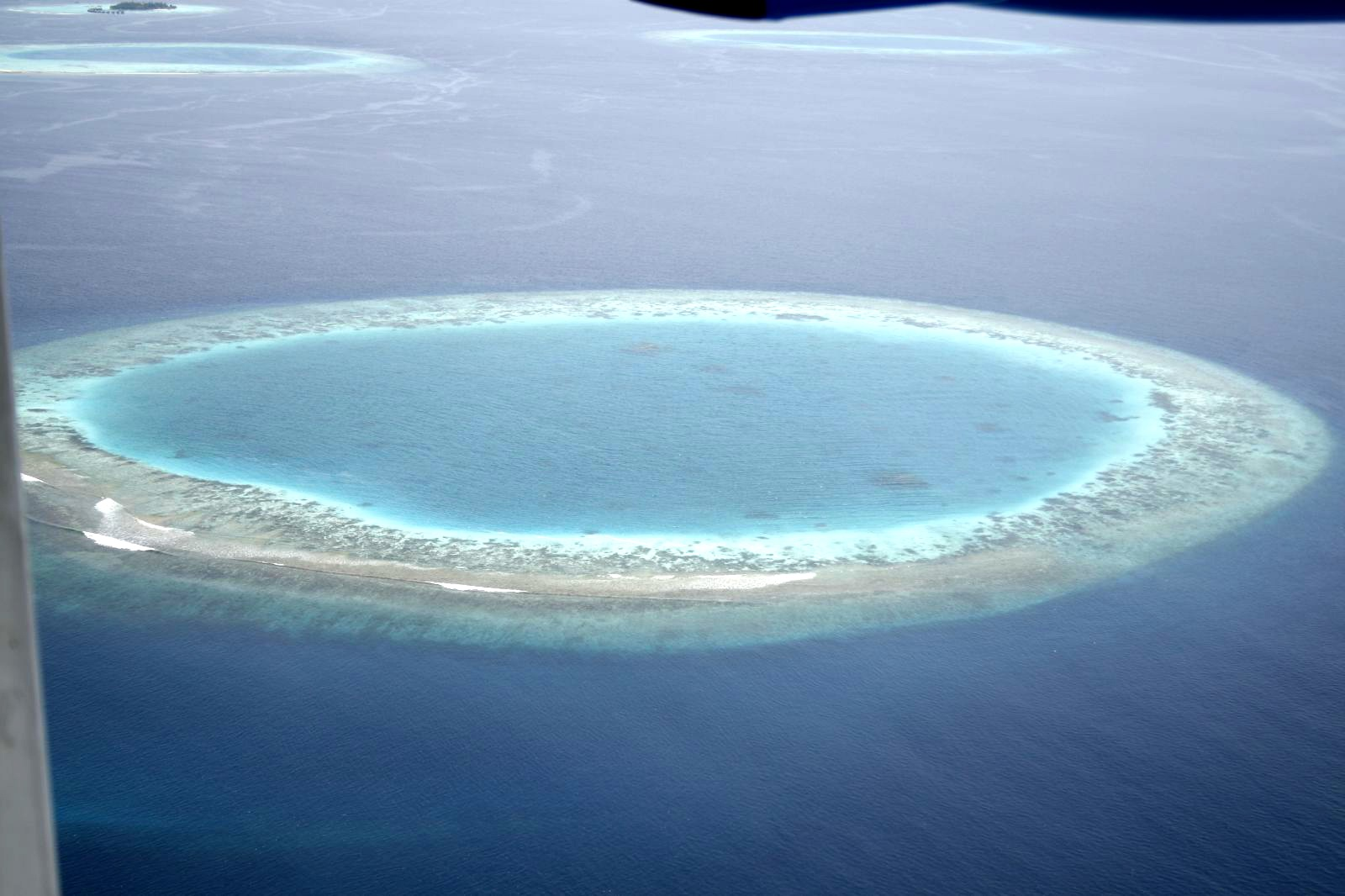
Egy atoll, Maldív-szigetek

A korallzátonyoknak négy fő típusa van:
- Szegélyzátony: a leggyakoribb korallzátonyfajta. A partokhoz igen közel, sekély vízben helyezkedik el, legfeljebb egy keskeny, sekély vízöv választja el a parttól.
- Sánc- vagy gátzátony: a parttól távolabb található, azzal párhuzamosan húzódik, a parttól egy mélyebb, akár a 100 méteres mélységet is elérő árok választja el. Ez a típus nagyobb méretű lehet, mint a szegélyzátony: a Föld legnagyobb zátonya, az ausztráliai Nagy-korallzátony is ebbe a típusba tartozik.
- Foltzátony: nagyobb sík területen képződik, időnkénti jellegzetes félhold-alakjuk kialakulásában a szelek és a hullámzás is közrejátszik.
- Atoll: jellegzetesen kör vagy egyéb zárt görbe alakú, a nyílt tengerben helyezkedik el, lepusztult vulkáni kúpok körül. A Föld legnagyobb atollja a Marshall-szigetekhez tartozó Kwajalein-atoll, amely egy több mint 100 km átmérőjű, 55 m mélységű lagunát ölel körbe.

## Kialakulásuk

Atoll kialakulása

A zátonyalkotó korallokat görög eredetű tudományos szóval hermatipikus korallnak nevezik. Ezek, ellentétben az ahermatipikus (zátonyt nem építő) korallokkal, szimbiózisban élnek a Zooxanthella algákkal, amelyek egyrészt a fotoszintézis segítségével oxigénnel és a szerves anyagokkal látják el a korallokat, másrészt segítik a kalcium-karbonát kiválasztását is, a korallok anyagcseréje során felszabaduló szén-dioxid, nitrogén és fosztor pedig az algák számára jelent fontos tápanyagforrást. A parányi, legfeljebb néhány milliméteres korallpolipok egy-egy mészhéjú kamrában élnek, majd ha elpusztulnak, a közösség többi élőlénye ezek külsejére újabb és újabb kamrákat épít, így a kolónia mészváza lassan növekszik: évente körülbelül 1 mm-t növekedhetnek függőleges, 8 mm-t vízszintes irányban. A korallzátonyok sok ilyen kolónia összességéből tevődnek össze.
A gyűrű alakú atollok ott képződnek, ahol egy kialudt vulkán kúpja lepusztul és a tengervíz szintjének változása miatt pereme is teljesen a víz alá süllyed, de az ezen megtelepedő korallok folyamatosan növekednek, akár a vízfelszín fölé is. Ez a folyamat tíz- vagy százmillió évekig is eltart, ez magyarázza, hogy a másik óceánoknál jóval fiatalabb Atlanti-óceánban nincsenek atollok.
Az utóbbi időkben mesterséges zátonyokat is hoztak létre, például a Kaliforniai-öbölben vagy a Yucatán-félsziget partjainál. Ezek fő anyagául kőtömbök, betonelemek és akár hajóroncsok is szolgálhatnak. Céljuk élő- és szaporodóhely biztosítása a korallzátonyok állatainak, köztük olyanoknak is, amelyeket ilyen mesterséges zátonyokon elszaporítva vissza tudnak telepíteni olyan helyekre, ahol már lecsökkent a számuk vagy ahonnan már ki is pusztultak. Emellett hasznosak lehetnek a meglevő természetes korallzátonyok „tehermentesítésére” is azáltal, hogy a búvárturistáknak alternatív helyszínt biztosítanak.

## Élőviláguk
A korallzátonyok élővilága rendkívül gazdag. Már maguknak a zátonyépítő koralloknak is nagy a fajgazdagsága: az Indiai- és a Csendes-óceánban mintegy 700, az Atlanti-óceánban 145, a Karib-tengerben 60 hermatipikuskorall-faj van jelen. Mészvázuk alakja lehet ágas-bogas (mint például a Acropora palmata és a Porites porites), de lehet tömbszerű is (például a Montastrea anularis és az agykorallok)

## Veszélyeztetettségük

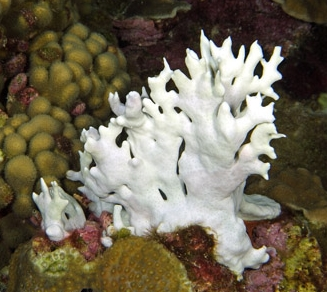
Kifehéredett Millepora korall

Nagy veszélyt jelent a korallzátonyokra az ott élő élőlényeknek és maguknak a zátonyalkotó koralloknak a dísztárgyként és díszállatként-dísznövényként való gyűjtése, a mederkotrások, a kikötők építése és az egyéb tengeri infrastruktúrafejlesztések, valamint az is, ha egy erdős partvidéken irtják az erdőket, mert ekkor megnő a talaj eróziója, a tengerbe több üledék mosódik bele, ami pedig „megfojtja” a korallépítő állatokat, egyúttal csökkenti a vízbe jutó fény mennyiségét is, ami a korallpolipokkal szimbiózisban élő Zooxanthella algák fotoszintézisét akadályozza. A tengervíz hőmérsékletének emelkedése úgynevezett fehéredést okoz a korallzátonyokon: ez akkor történik, amikor a meleg, esetleg szennyeződések vagy betegségek hatására a szimbionta algák kilökődnek vagy elpusztulnak. Komolyabb mértékű, nagy területre kiterjedő fehéredést a 20. század végétől kezdve már néhány évente megfigyelnek, így például 1983-ban, 1987-ben, 1991-ben, 1998-ban, 2002-ben és 2005-ben is. Szintén veszélyes a korallokra a Phormidium corallyticum nevű cianobaktérium által okozott feketecsík-betegség.
A korallzátonyok pusztulásához a környezetszennyezés is hozzájárul. A tengervízbe bemosódó műtrágyák és szennyvizek közvetlenül is tartalmazhatnak mérgező anyagokat, de ha nem, magas nitrogén- és foszfortartalmuk akkor is elősegíti a korallokat, tengerifüveket és hínárokat károsító algák túlszaporodását, az eutrofizációt. Kisebb mértékű algásodás esetén a növényevő élőlények még meg tudják fékezni a káros túlszaporodást, de ha a szennyezés túl nagy mértékű, akkor már nem.
Az Ausztrália partjainál fekvő Nagy-korallzátonyt is több veszély fenyegeti. A fehéredés 1998-ban és 2002-ben is komoly mértékű volt, utóbbi évben például a korallok 60–95%-át érintette. Bár nagy részük később regenerálódott, 5%-uk teljesen elpusztult. Emellett szintén veszélyezteti a zátonyt, hogy a közeli kikötőket a Queensland államban megtermelt szén bővülő exportja miatt bővítik, a kikötőmedrek építésekor pedig a kiemelt üledéket a zátony környezetében rakják le. Ez az anyag akár 80 kilométer távolságra is elúszhat és károkat okozhat mind a korallokban, mind az ott élő többi veszélyeztetett élőlényben.